# کریستوفر سایک
کریستوفر سایک (انگلیسی: Christophe Psyché؛ زادهٔ ۲۸ ژوئیهٔ ۱۹۸۸) بازیکن فوتبال اهل فرانسه است.
از باشگاه‌هایی که در آن بازی کرده‌است می‌توان به باشگاه فوتبال سوگندال اشاره کرد.